# Marcus Burghardt
Marcus Burghardt (Zschopau, 1983. június 30. –) német profi kerékpáros. 2021-ben visszavonult a versenyzéstől.

## Eredményei
2004
3. - Bolanden-Pfalz
2005
3. - Stolberg-Gressenich
4. - Dwars door Vlaanderen - Waregem
2006
7. - Dwars door Vlaanderen - Waregem
2007
1. - Gent–Wevelgem
1., 3. szakasz - Hessen Rundfahrt
1., 5. szakasz - Hessen Rundfahrt
3. - E3 Prijs Vlaanderen - Harelbeke
6. - Trofeo Cala Millor - Cala Bona
2008
1., 18. szakasz - Tour de France
Legagresszívabb versenyző - 18. szakaszért 
2. - City Night Rhede
8. - Német országúti bajnokság - Mezőnyverseny
2009
4., összetettben - Sachsen Tour
5. - Omloop Het Nieuwsblad
7. - Ronde van Vlaanderen
7. - Gent–Wevelgem
2010
1., pontverseny Tour de Suisse
1., 5. szakasz
1., 7. szakasz
5., összetettben - Tour of Qatar
7., összetettben - Tour of Oman
2011
9., összetettben - Tour of Qatar

## Grand Tour eredményei
| Grand Tour | 2005 | 2006 | 2007 | 2008 | 2009 | 2010 | 2011 | 2012 |
| ---------- | ---- | ---- | ---- | ---- | ---- | ---- | ---- | ---- |
| Giro       | -    | -    | -    | -    | -    | -    | -    |      |
| Tour       | -    | -    | 127. | 120. | -    | 161. | 164. |      |
| Vuelta     | 76.  | -    | -    | -    | -    | -    | -    |      |